# Decius
Gaius Messius Quintus Traianus Decius ( khoảng 201 - tháng 6, 251) là Hoàng đế La Mã, trị vì từ năm 249 đến năm 251. Decius sinh ra ở Budalia (gần Sirmium ở Thượng Pannonia) và đã vươn tới quyền lực sau khi ông gây chiến với Hoàng đế La Mã Philip Ả rập. Ông đã chiến thắng và giết được Philip Ả rập. Sau khi đồng cai trị với Herennius Etruscus (con trai ông) được 3 năm, Decius tử trận tại Abrittus và quân Goth chiến thắng La Mã. Etruscus cũng chết tại trận. Đây là Hoàng đế đầu tiên chết trong chiến tranh La mã với man tộc.

## Thời thanh niên và vươn tới quyền lực

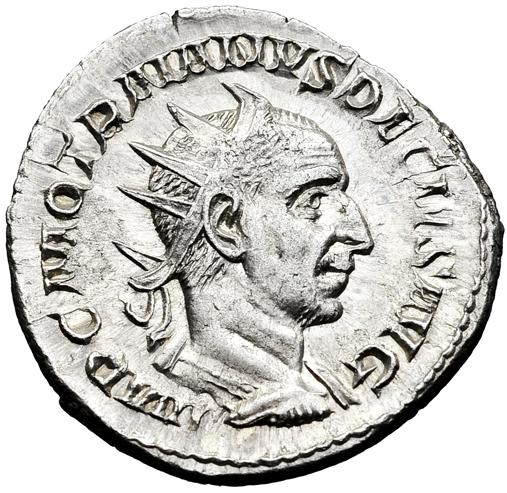
Đồng Antoninianus của Trajan Decius

Decius sinh ra tại Budalia, bây giờ là Martinci, Serbia gần Sirmium (Sremska Mitrovica), tại Hạ Pannonia là một trong những người đầu tiên trong một chuỗi dài các Hoàng đế La Mã tương lai bắt nguồn từ tỉnh Illyricum. Không giống như một số vị vua tiền nhiệm của ông như Philip Ả Rập hoặc Maximinus, Decius là một nguyên lão ưu tú,người đã từng là chấp chính quan năm 232, đã là thống đốc Moesia và Germania Nhỏ ngay sau đó, từng là thống đốc của Hispania Tarraconensis từ năm 235-238, và đã là trưởng quan của Rome trong giai đoạn đầu triều đại của Hoàng đế Philipus Ả Rập (Marcus Iulius Phillipus).
Khoảng năm 245, Hoàng đế Philipus giao quyền chỉ huy quan trọng trên sông Danube cho Decius. Đến cuối năm 248 hoặc 249, Decius đã được phái đến dẹp cuộc nổi loạn của Pacatianus